# St. Hyazinth (Biskupice)

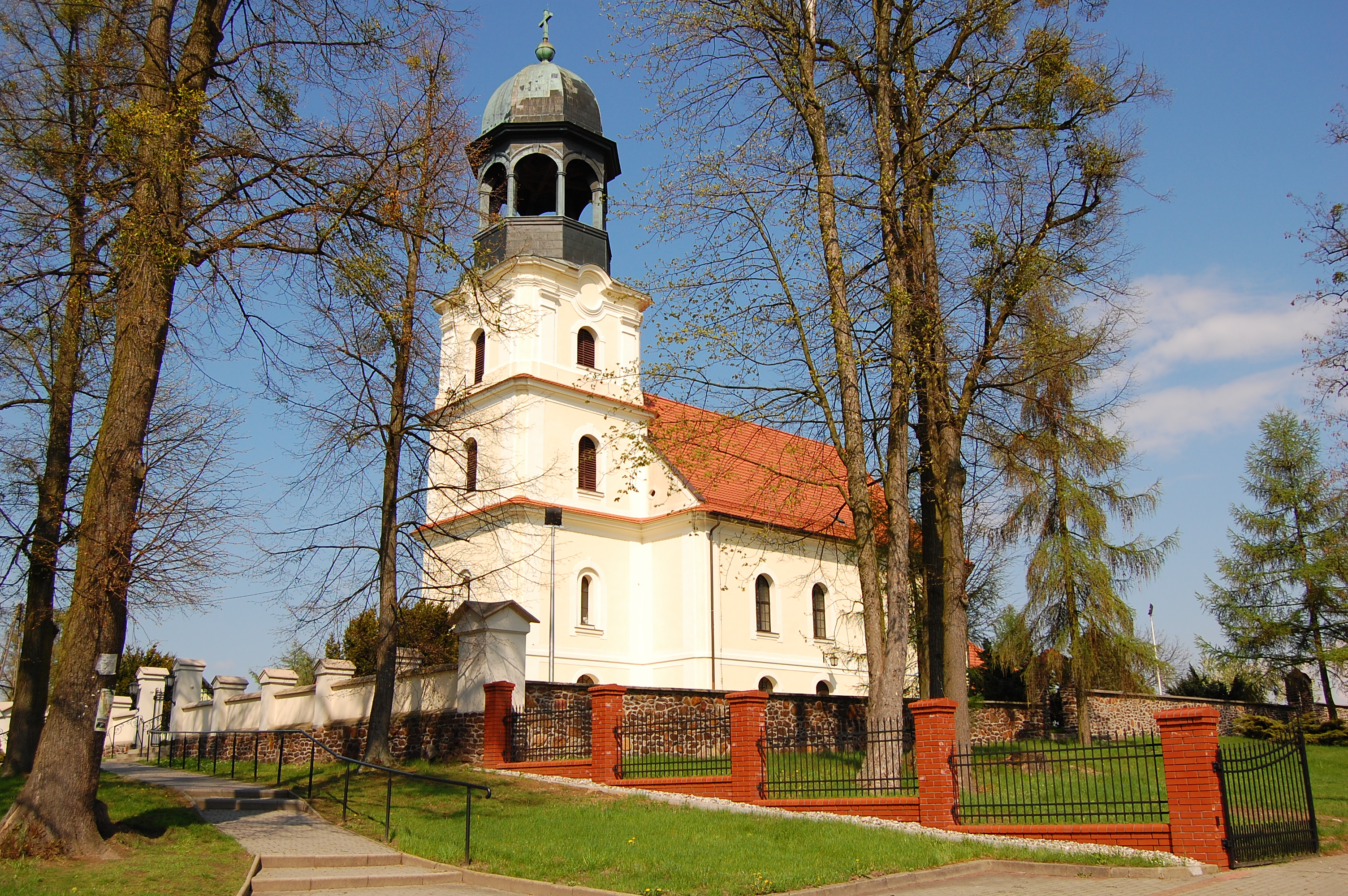
St. Hyazinth (2013)

Die katholische Pfarrkirche St. Hyazinth in Bischdorf (Radlau) (poln. Biskupice, Powiat Oleski, Woiwodschaft Oppeln) war bis 1946 das evangelische Gotteshaus des Ortes. Sie ist dem Heiligen Hyazinth von Polen (Jacek Odrowąż) und der Heiligen Hedwig von Andechs (Jadwiga Śląska) geweiht. 

## Geschichte
Die aufgrund des Erlasses des Friedrich des Großen von Christian Gottlieb Graf von Jordan gestiftete Kirche wurde 1784–1787 errichtet und am 3. November 1787 eingeweiht.
Die Kirche wurde am 20. Januar 1966 unter 1073/66 in das Verzeichnis der Baudenkmäler der Woiwodschaft Oppeln eingetragen.

## Architektur
Die geostete Kirche am östlichen Ortsrand ist eine einschiffige Saalkirche mit einem der Westfassade vorgebauten dreistöckigen Turm. Der Innenraum mit Holzdecke ist in vier Joche aufgeteilt. An der Süd-, West- und Nordwand sind hölzerne Emporen angebracht. Die Fenster der unteren Reihe sind oval, die der oberen Reihe rechteckig, oben abgerundet. 
Der Turm mit abgerundeten Ecken trägt einen Helm in Form einer Kuppel, gestützt von einer achteckigen Laterne. Die Kirche mit einem einfachen ziegelgedeckten Satteldach hat einen dreieckigen schmucklosen Ostgiebel. 
Die Ausstattung aus dem 18. Jahrhundert besteht aus dem Hochaltar, der Kanzel und Figuren der Heiligen Johannes Nepomuk und Nikolaus.